# Ciniflella pains
Espèce
Ciniflella pains est une espèce d'araignées aranéomorphes de la famille des Zoropsidae.

## Distribution
Cette espèce est endémique du Minas Gerais au Brésil,. Elle se rencontre vers Pains, Barão de Cocais, São José da Lapa et São Gonçalo do Rio Abaixo.

## Description
Le mâle holotype mesure 4,2 mm et la femelle paratype 5,6 mm, les mâles mesurent de 3,5 à 4,9 mm et les femelles de 4,5 à 5,6 mm.

## Systématique et taxinomie
Cette espèce a été décrite par Brescovit, Grismado, Almeida-Silva et Ramírez en 2025.

## Étymologie
Son nom d'espèce lui a été donné en référence au lieu de sa découverte, Pains.

## Publication originale
- Brescovit, Grismado, Almeida-Silva & Ramírez, 2025 : « On the Neotropical spider genus Ciniflella Mello-Leitão, 1921 (Araneae: Zoropsidae, Tengellinae). » Zootaxa, no 5563(1), p. 345-381.